# أكيفا جولدسمان
أكيفا جولدسمان (بالإنجليزية: Akiva Goldsman) (و. 1962  م) هو كاتب سيناريو، ومنتج أفلام، ومخرج أفلام، وكاتب، ومنتج منفذ أمريكي، ولد في نيويورك.

## التعليم
تعلم في جامعة ويسليان، وجامعة نيويورك.

## جوائز وترشيحات
حصل على جوائز منها:
- جائزة نقابة الكتاب الأمريكية
- جائزة الأوسكار لأفضل كتابة "سيناريو مقتبس"، عن عمل: عقل جميل.

ترشح لـ:
- جائزة الأوسكار لأفضل كتابة "سيناريو مقتبس"، عن عمل: عقل جميل.

## وصلات خارجية
- أكيفا جولدسمان على موقع IMDb (الإنجليزية)
- أكيفا جولدسمان على موقع روتن توميتوز (الإنجليزية)
- أكيفا جولدسمان على موقع قاعدة بيانات الأفلام العربية
- أكيفا جولدسمان على موقع ألو سيني (الفرنسية)
- أكيفا جولدسمان على موقع أول موفي (الإنجليزية)
- أكيفا جولدسمان على موقع بوكس أوفيس موجو (الإنجليزية)
- أكيفا جولدسمان على موقع قاعدة بيانات الأفلام السويدية (السويدية)
- أكيفا جولدسمان على موقع قاعدة بيانات الفيلم (الإنجليزية)
- أكيفا جولدسمان على موقع كينوبويسك (الروسية)